# Gante-Wevelgem 2010
La 71ª edición de la Gante-Wevelgem se disputó el 28 de marzo de 2010, sobre un trazado de 209 km de los 219 previstos inicialmente.
La carrera perteneció al UCI ProTour 2010. 
Participaron 25 equipos: los 18 de categoría UCI ProTeam (al tener obligada su participación); más 7 de categoría Profesional Continental mediante invitación de la organización (Landbouwkrediet, Topsport Vlaanderen-Mercator, Acqua & Sapone-D'Angelo & Antenucci, Skil-Shimano, Vacansoleil Pro Cycling Team, Cervélo Test Team y BMC Racing Team. Formando así un pelotón de 194 ciclistas de 8 corredores cada equipo (excepto el Ag2r-La Mondiale, el Euskaltel-Euskadi, la Française des Jeux, el Lampre-Farnese Vini, el RadioShack, el Acqua & Sapone que salieron con 7), de los que acabaron 118; aunque solo 49 de ellos dentro del "control".
El ganador final fue Bernhard Eisel por delante de Sep Vanmarcke y Philippe Gilbert respectivamente, tras ganar al sprint en el grupo cabecero compuesto por seis ciclistas.

## Clasificación final

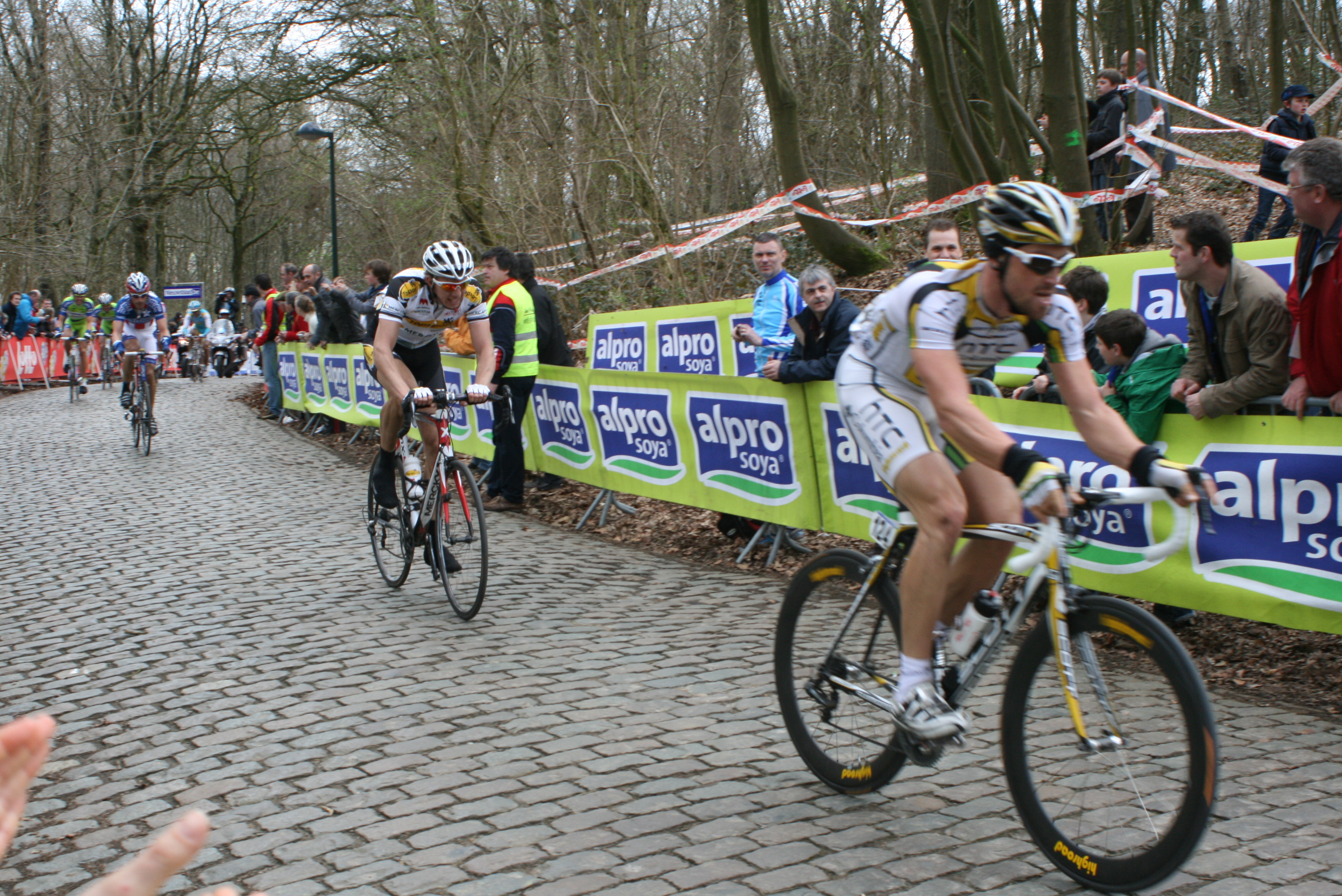
Bernhard Eisel, seguido por Sep Vanmarcke, en el Monte Kemmel.

| Posición | Ciclista         | Equipo                       | Tiempo     |
| -------- | ---------------- | ---------------------------- | ---------- |
| 1.       | Bernhard Eisel   | HTC-Columbia                 | 5h 17' 12" |
| 2.       | Sep Vanmarcke    | Topsport Vlaanderen-Mercator | m.t.       |
| 3.       | Philippe Gilbert | Omega Pharma-Lotto           | m.t.       |
| 4.       | George Hincapie  | BMC Racing                   | m.t.       |
| 5.       | Daniel Oss       | Liquigas-Doimo               | + 2"       |
| 6.       | Jürgen Roelandts | Omega Pharma-Lotto           | + 7"       |
| 7.       | Maxim Iglinskiy  | Astana                       | + 51"      |
| 8.       | Matti Breschel   | Saxo Bank                    | + 1' 01"   |
| 9.       | Tyler Farrar     | Garmin-Transitions           | m.t.       |
| 10.      | Luca Paolini     | Acqua & Sapone               | m.t.       |